# Bokor
Pour les articles homonymes, voir Bokor (homonymie).
Les bokors, bocors ou bòkò dans la religion vaudou sont des sorciers ou houngans (prêtres) qui louent leurs services. Ils « servent les lwas des deux mains », ce qui veut dire qu'ils pratiquent à la fois la  magie noire, maléfique et la magie blanche, bénéfique. Leur magie noire inclut la création des zombies et celle des « wangas », des talismans  qui abritent des esprits.

## Description
Les bokors figurent dans plusieurs contes haïtiens et sont souvent associés à la création de zombies à l'aide d'un breuvage ou d'une poudre qui plonge dans un état de catalepsie donnant l'apparence de la mort, contenant généralement des poisons  à des doses quasi létales comme la tétrodotoxine extraite du tétraodon et le datura notamment. Dans ces légendes, cette potion donne l'impression que le buveur est mort, à la suite de quoi il est enterré. Quelques jours plus tard, le bokor revient chercher le « cadavre » et le force à agir suivant sa volonté, par exemple pour le travail manuel. La personne est, cependant, tout à fait vivante mais dans un état de conscience dissocié dans lequel elle ne peut pas maîtriser ce qu'elle dit ou fait. À ce point, quand la personne est sortie du tombeau et « réanimée », ou du moins travaille pour le bokor, on peut l'appeler un zombie. Cependant certaines histoires de zombies se dispensent d'explications rationnelles, et le bokor y crée des zombies à partir de corps morts dont l'âme (le « ti-bon-anj ») s'est échappée.
De plus, les bokors sont dits travailler avec les âmes ou les esprits des zombies capturés dans un fétiche afin de renforcer le pouvoir du bokor. Les bokors travaillent habituellement avec les lwas Baron Samedi, Kalfou, Papa Legba et Simbi (le lwa serpent) et dans certains cas on dit qu'ils travaillent avec Grand Bois, le lwa de la forêt.
Les bokors sont aussi les « root workers » (« cheville ouvrière ») du vaudou et du vaudou de La Nouvelle-Orléans. Ce sont parfois des prêtres d'un temple vaudou. Certains disent [Qui ?] que l'on naît bokor, ceux qui sont nés avec un grand « ashe » (pouvoir). Un bokor peut être, dans une optique chrétienne, bon ou mauvais. Les films et les livres ont donné une image sombre et malfaisante du bokor et du vaudou, de manière caricaturale. Certains disent [Qui ?] qu'un bokor peut être une personne ordinaire et avoir une haute moralité[réf. nécessaire].